# Bohuslav Sleza
Poručík Bohuslav Sleza (6. dubna 1900 – 13. října 1963) byl protinacistický a protikomunistický odbojář, příslušník odbojové organizace Obrana národa a její zpravodajsko-sabotážní skupiny známé jako Tři králové, přímý účastník Národního boje za osvobození, ÚVODu a Petičního výboru "Věrni zůstaneme". V létě 1948 s agentem Counterintelligence Corps Jaroslavem Grosmanem se přímo podílel na plánovaném únosu bývalého ministra spravedlnosti Prokopa Drtiny do ciziny (akce Granát 48).

## Mládí
Bohuslav Sleza se narodil 6.4.1900 v Holešovicích do chudé dělnické rodiny. Absolvent elektrotechnické průmyslovky, mechanik u firmy Letov, kde pracoval i za okupace. Slezova sestra Josefa Kochmanová byla v důvěrném vztahu s legionářem Josefem Balabánem, s nímž měla dceru Haničku.

## Bajkal
Po mnichovské kapitulaci v roce 1938 významný moment pro vznik budoucího odboje představovala skutečnost, že do politiky začali velmi aktivně vstupovat příslušníci armády, kteří až do té doby přísně dodržovali povinnou apolitičnost. Podobně jako v ostatních součástech společnosti, tak i v armádě začaly vznikat četné neformální diskusní a politizující kroužky.
Jedna z takových nejvýznamnějších skupin se již od podzimu roku 1938 začala scházet v Praze 6 - Dejvicích v bytě pplk. Josefa Balabána v ulici Na Hutích č. p. 1, případně v legionářské restauraci Bajkal na Vítězném náměstí (dnešní Dům armády Praha). V rámci této neformální skupiny se společně setkávali bývalí příslušníci zahraničních československých, především ruských, legií z doby 1. světové války plk. Josef Churavý, pplk. Josef Balabán, pplk. Josef Mašín, mjr. RNDr. Josef Jedlička, mjr. Alois Janotka a rovněž, v té době již záložní důstojníci, Bohuslav Sleza, Gustav Svoboda a Otakar Schideck (není bez zajímavosti, že se až na výjimky jednalo o bývalé nebo stávající příslušníky dělostřelectva).

## Letov Letňany
13. března 1939 se zanícený Sleza setkává s Balabánem za účelem nabídky svých služeb v protinacistickém hnutí. Balabán nabídku vzápětí přijal a pouze řekl Slezovi: „Bóžo, víš co to bude znamenat??!“. „Ano, vím…Nedbám žádného nebezpečí“, odpověděl stroze Sleza. Tímto bylo vše ujednáno. Sleza byl ihned nasazen jako mechanik do letecké továrny Letov v Letňanech.
Tímto se Sleza stal členem hnutí Obrana národa (později „Tří králů“ – Balabán-Mašín-Morávek)
Sleza měl zprvu úkol navázat kontakt s ÚVODem (Ústřední vedení odboje domácího), jakožto zastřešovacího aparátu pro různorodou diverzní činnost. Postupně se připojovali členové dalších odbojových skupin (Obrana národa, Petiční výbor "Věrní zůstaneme" a Politické ústředí).
27. března 1939 přinesl Sleza Balabánovi zprávu, že v Letově je ukryta spousta zbraní (mj. 60ks leteckých kulometů Lewis „dvojče“), které se podařilo z Letova následující den odvézt. Pro Slezu toto byla první zatěžkávací zkouška, kterou ovšem na 100% splnil a získal si Balabánovu absolutní důvěru, na což byl Sleza nesmírně hrdý. Koncem dubna již plně spolupracoval s plk.Mašínem a štkpt.Morávkem na protinacistické diverzní činnosti.
Rok poté (už v sestavě Balabán-Mašín-Morávek-Sleza) byly navázány kontakty s Ivanem Sekaninou, Laco Novomeským, Vrňatou a primářem Kafkou, kteří podporovali rodiny vězněných a popravených.

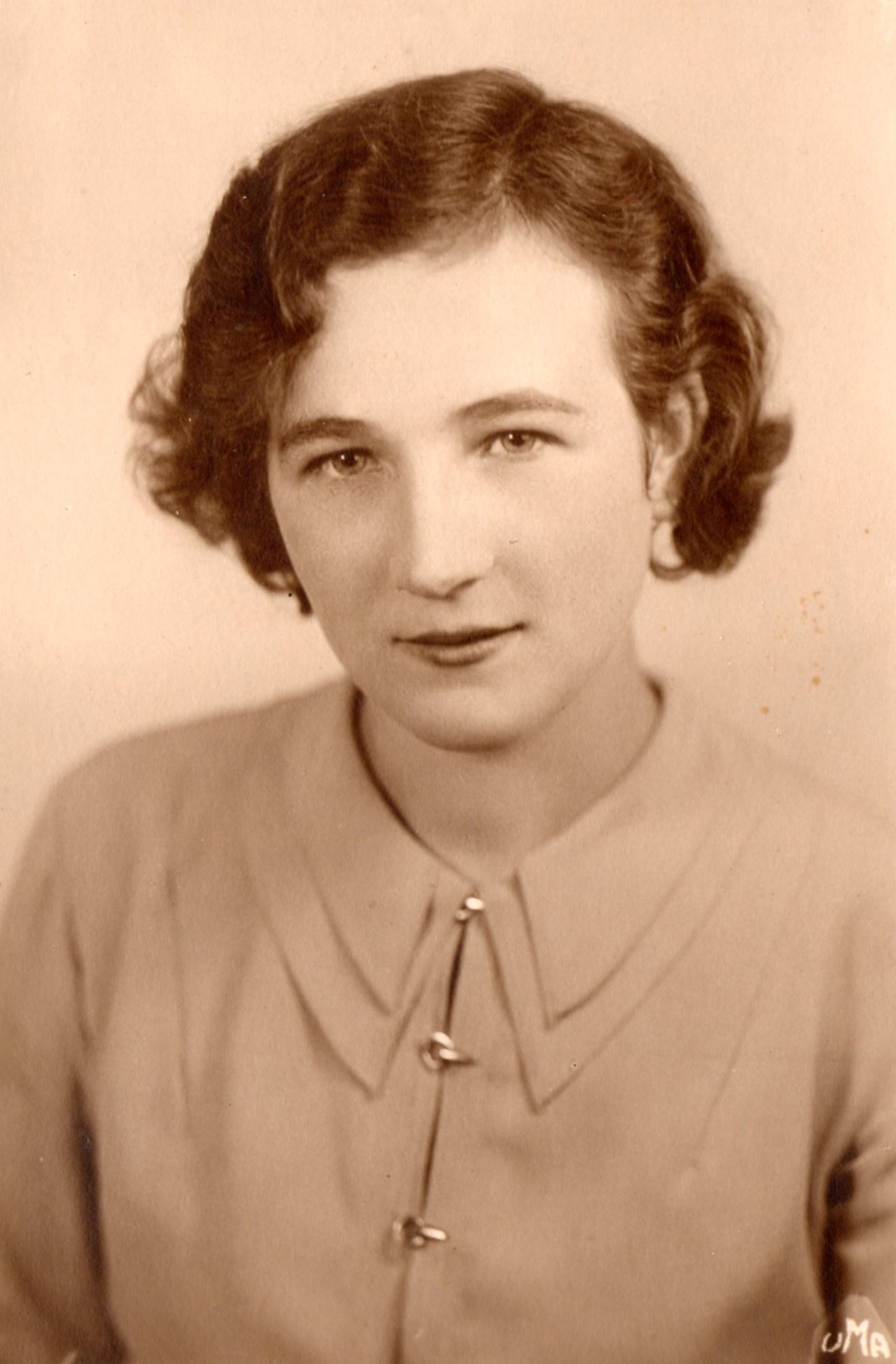
Slezova manželka Jiřina (29. březen 1912 – 18. březen 1978) se aktivně zapojovala do odboje především v období, kdy manžel působil v původní garnituře Obrany národa. (foto z roku 1932)

Primář Kafka byl organizován v Ústavu pro choromyslné a podle potřeby zde ukrýval stíhané a ohrožené odbojáře. Následně se Sleza (krycí jména „Seidl“, „Sklenář“) stal důležitou spojkou mezi Balabánem a policejním radou JUDr. Karlem Jarošem, který odbojářům obstarával falešné legitimace, kde to bylo potřebné. Dalším spolupracovníkem byl Ladislav Jeřábek (bratr Slezovy manželky Jiřiny), který mezi obyvatelstvo šířil ilegální časopis "V boj!". Jeřábek byl bývalým zaměstnancem Lufthansy.
Brzy dostal Sleza od Balabána úkol pro sebe sehnat několik důvěryhodných spolupracovníků s cílem získat z Letova výkresy několika typů letadel. S touto činností pomáhali Slezovi vedoucí výkresárny Václav Novotný a Slezova manželka. Výkresy Sleza pašoval přímo na sobě (na břiše, na zádech) omotaný slabými provazy. Přibližně v 17:00hod. na ošetřovně v Letově Slezu „prohlédli“ další spolupracovníci, Bláha a Thomajer. Sleza si vzal nakonec aktovku, ostře nabitou pistoli k okamžitému použití a šel k bráně Letova k běžné výstupní prohlídce. Slezova manželka Jiřina několikrát přišla svého muže navštívit. Fingovala však požehnaný stav, takže ji manžel mohl několik výkresů připevnit na tělo, a vynést v bezpečí ven. Po směně se Sleza vždy vydal za Balabánem do Vysočan, odkud se spolu vydali za Mašínem na Vinohrady, kde dokumenty ofotografovali. Když poprvé přijel Sleza s výkresy za Balabánem, předložil výkresy na stůl. Balabán jen přistoupil, mlčky prohlédl dokumenty a pravil: „Tak toto si nechám líbit!!“ Sleza se domů vracel až kolem 02:00hod. a před 06:00hod. byl u Novotného v Letově vrátit dokumenty.
Během 14 dnů takto Sleza propašoval přes 60ks výkresů letadel typu Focke-Wulf, Junkers Ju 86, Junkers W 34, Junkers Ju 252. Následně Balabán Slezu povýšil na hodnost poručíka.
Pochvalou od Balabána byl Sleza ještě zapálenější. Dostal nápad na sabotáž. Od Mašína Sleza vyfasoval zápalné termitové bomby, které použil pro různé účely, shodou okolností také pod křídlo k palivové nádrži zanedlouho startujícího letounu Junkers Ju 252, které mělo namířeno do Milovic. Gestapouni letoun sice několikrát před odletem pečlivě kontrolovali, různými nezvyklými průtahy odlet oddalovali, až nakonec přece jen stroj povolení ke startu dostal. K velké radosti Slezy se ale letoun krátce po startu zřítil v plamenech a roztříštil se přímo na hlavní silnici Kbelská. (kniha Tři kontra gestapo, str.148)
V roce 1940 se příslušníci Obrany národa Bohuslav Sleza a Josef Mašín dvakrát pokusili odstranit nacistického kolaboranta Ottu Bláhu, avšak neúspěšně.

## Konec první garnitury Obrany národa
Po zatčení policejního rady Jaroše, který gestapu vyzradil důvěrné informace, Po zuby ozbrojení Sleza, Mašín, Morávek i Balabán museli často měnit místo pobytu, což bylo velmi náročné, nicméně, gestapu se je tentokrát dopadnout nepodařilo. Mašín často Slezovi říkával: „Když dopadnou jednoho, musí jich deset ležet na zemi“.
Avšak, při jedné z konspirativních schůzek s bývalými armádními rotmistry (Prstýnkáři), mezi nimiž mělo gestapo svého špeha, byl Josef Balabán 22. dubna 1941 po krátké přestřelce zatčen. Když jako zastupující říšský protektor nastoupil R. Heydrich a bylo vyhlášeno stanné právo, byl v říjnu 1941 Balabán odsouzen Stanným soudem k trestu smrti.

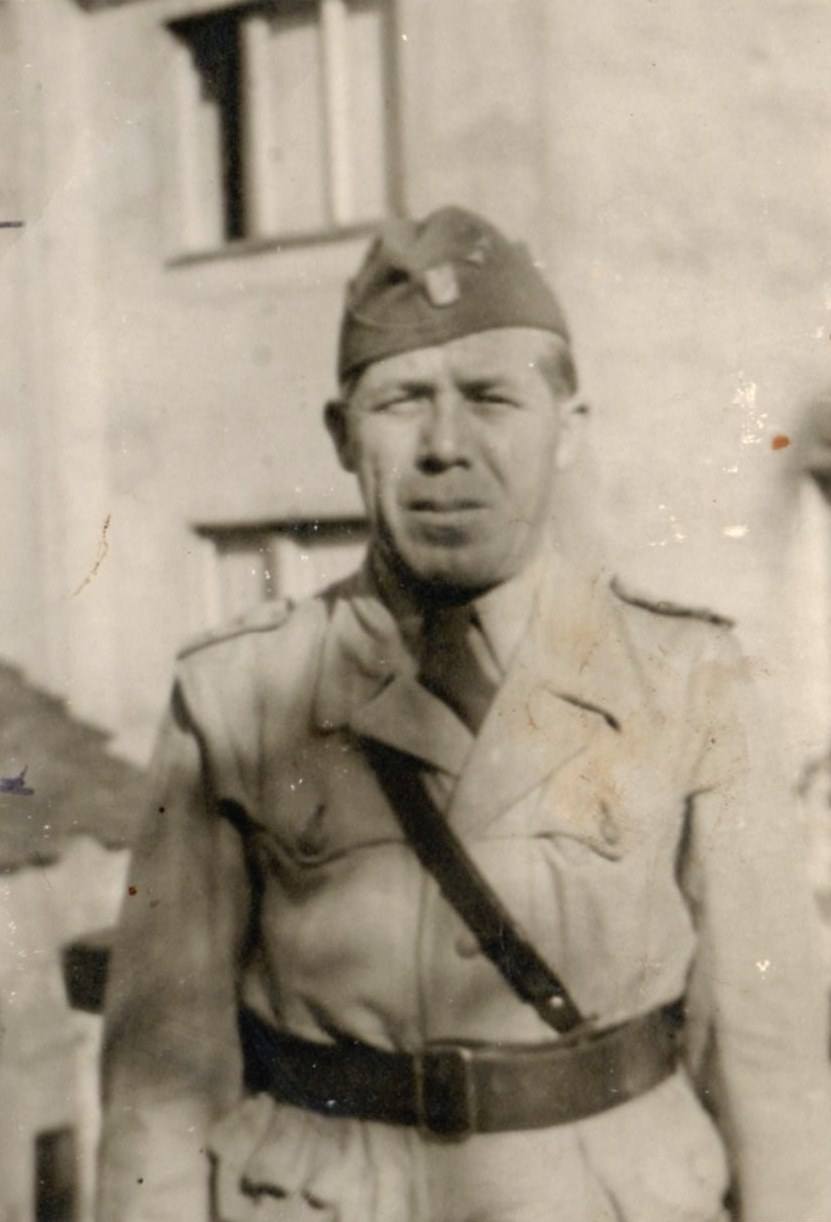
Zatímco v odbojových skupinách ON, PVVZ, SBS Sleza zastával napůl špionážní a diverzní roli, později ve své vlastní jednotce Ara plánoval a uskutečňoval téměř výhradně ozbrojené sabotážní akce

Tímto se gestapu podařilo skupinu Tří králů a jejich spolupracovníků rozbít. Jednak byla skupina nejen oslabena, ale také infiltrována špehem, jednak byl v květnu 1941 zatčen také Mašín. Nad Morávkem a jeho nejvěrnějšími spolupracovníky se ale smyčka utahovala pomalu, neboť Morávek byl v té době už odtržen od oficiálních struktur odboje. Sám si zřídil tzv. střelecké skupiny (mezi nimi i Sleza), jejichž členové byli jakýmisi Morávkovými pistolníky, kteří později vykonávali různé diverzní akce.
Morávek by zastřelen 21. března 1942 nedaleko Prašného mostu. Policejní rada Jaroš byl popraven 18. prosince 1942 v Berlíně. Smrti neunikla ani třináctiletá Jarošova neteř. Vedoucí výkresárny v Letově Václav Novotný byl zatčen v roce 1944. Byl ubit k smrti.
Sleza si založil vlastní odbojovou skupinu Ara, jejímiž členy byli npor. čsl. armády Josef Pošva, Bedřich Štekl, Ladislav Jeřábek a dr. Adolf Kern. Všichni byli vedeni v protifašistickém Svazu bojovníků za svobodu (SBS). Sleza pokračoval v nastoleném kurzu a bez zastavení plánoval a vykonával další z mnoha diverzních/sabotážních činností ať už přímo na silnicích, nebo na kolejích. Velmi časté bylo používání karborundového prášku, který se vhazoval do soukolí vagónu, aby se zadřel podvozek, či vhazování kovových špičatých předmětů výhradně pod německé transportní automobily.
Se svou skupinou Ara několik měsíců pomáhal partyzánském oddílu Valla v bojích proti okupantům nejen v severních Čechách, ale také na Malé straně či na Petříně.

## Po válce

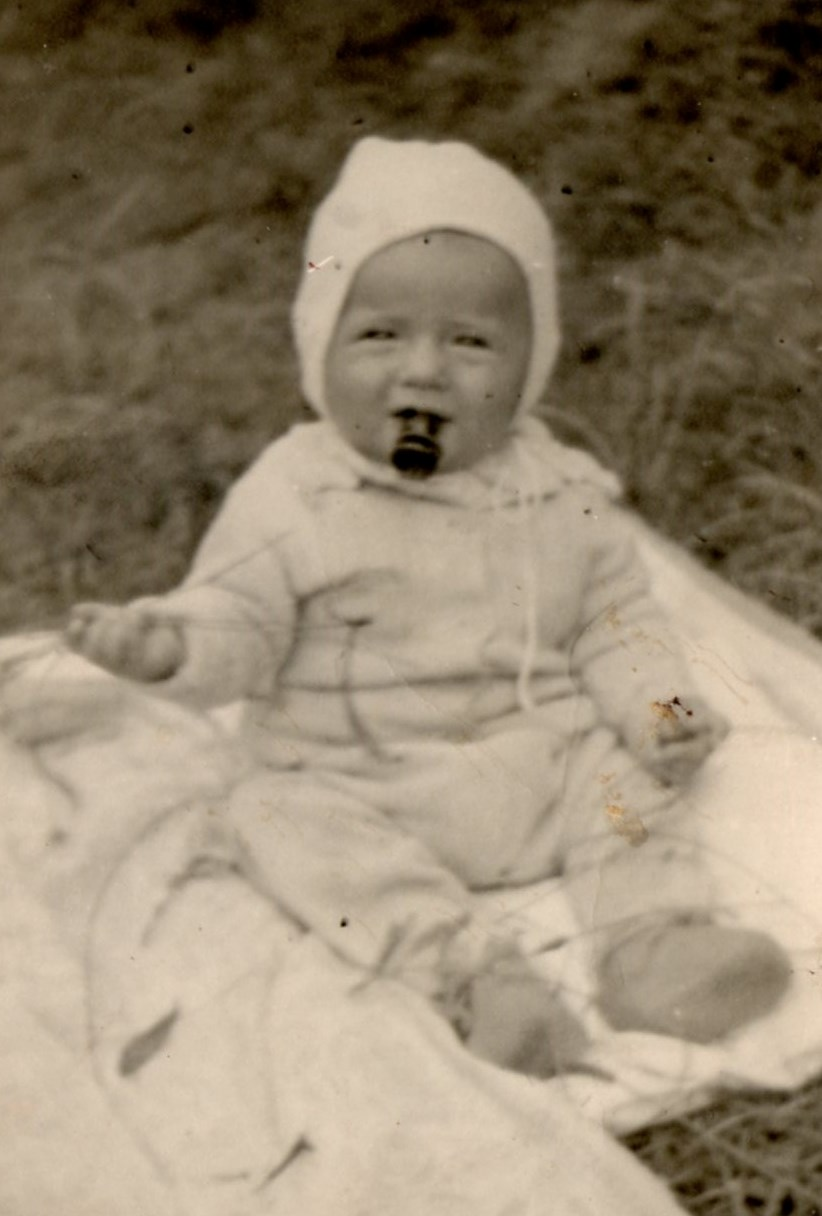
Prvorozená dcera Bohuslava Slezy Alenka. Zemřela v osmém měsíci života na zápal plic

Na podzim roku 1945 se Sleza stal členem Svazu brannosti. Pracoval jako národní správce firmy Chromex. S manželkou se jim narodila dcera Alenka. Děvčátko v 8. měsíci svého života umírá na těžký zápal plic. Zdrcení rodiče však najdou ještě sílu a 24. června 1946 se jim narodila druhá dcera (Miroslava Alice). V létě 1947 opouští Svaz brannosti.
Sleza dál napjatě sledoval domácí i zahraniční politické události. Přestože sám byl dělnického původu, nikdy se netajil svým značným odporem k rychle expandující komunistické moci. Na přelomu let 1947/1948 nejdříve aféra s výbušninami, které byly adresované pro tři demokratické ministry (Zenkl, Drtina a J.Masaryk). Do vyšetřování se nejvíce vmísil Drtina, přičemž zjistil, že za touto akcí stojí vedení KSČ. Drtina dál důrazně hájil demokratické zřízení a principy právního státu proti nastupující komunistické totalitě.
Osm dní před nechvalně proslulém „únorovém puči“, resp. státním převratu, podal Drtina s ostatními demokratickými ministry demisi.
Ve dnech 20.–25. února 1948 byli přední členové Svazu brannosti pozatýkáni, krajská velitelství, kanceláře, výcviková střediska a sklady zbraní byly obsazeny příslušníky pohotovostních pluků SNB a příslušníky Lidových milicí a veškerá sportovně branná činnost byla zastavena.
Dne 28. února 1948 přebírají moc komunisté a přechod od vnějškové demokracie k totalitě, připojení k sovětskému mocenskému bloku, jest tímto dokonán.
Do popředí zájmu nového politického zřízení se tak logicky postupně stávají Petr Zenkl, Jan Masaryk, tak také bývalý ministr spravedlnosti, či bývalý tajemník prezidenta Edvarda Beneše Prokop Drtina. Zenklovi se podařilo s manželkou uprchnout na Západ, Drtina se v den puče pokusil o sebevraždu skokem z okna (s těžkými zraněními později převezen do nemocnice Na Bulovce), a J. Masaryk byl 10. března 1948 nalezen mrtvý pod okny Černínského paláce.

## Únos Prokopa Drtiny (akce Granát 48)
Vzhledem k předešlým událostem Sleza nelenil. V červnu 1948 za Slezou do firmy Chromex přišli válečný veterán z bojů na Dukle Jaroslav Grosman (krycí jméno „Žulík“) a Slezův známý, kriminální inspektor Vojtěch Tošner. Grosman v tu dobu pracoval pro americkou tajnou službu CIC (dnešní CIA) jako „agent chodec“ – a právě tehdy dostal zvláštní úkol: v době sokolského sletu v roce 1948 se měl podílet na únosu bývalého ministra spravedlnosti Prokopa Drtiny, tehdy upoutaného na lůžko po pokusu o sebevraždu. Jaroslav Grosman měl tohoto blízkého spolupracovníka prezidenta Beneše dostat na Západ.
K tomuto úkolu si Grosman jako spolupracovníka vybral právě Slezu, který s nápadem nadšeně souhlasil a intenzívně se zapojil do příprav akce. Grosman se poté v Roztokách, kde předtím bydlel, pokusil vytvořit ilegální zpravodajskou skupinu. Při této příležitosti se setkal s řadou známých a příbuzných, mimo jiné také se svým dobrým kamarádem z dob ilegality, Miloslavem Soukupem, který ovšem Grosmanovi zapřel své předchozí zadržení, nicméně, Soukup se opětovně navrátil k ilegální činnosti. Obstarali také střelné zbraně a ruční granáty, které měly být použity při únosu. Některé ze zbraní u sebe přechovával Sleza ve svém bytě v Komornické 1 v Praze 6.

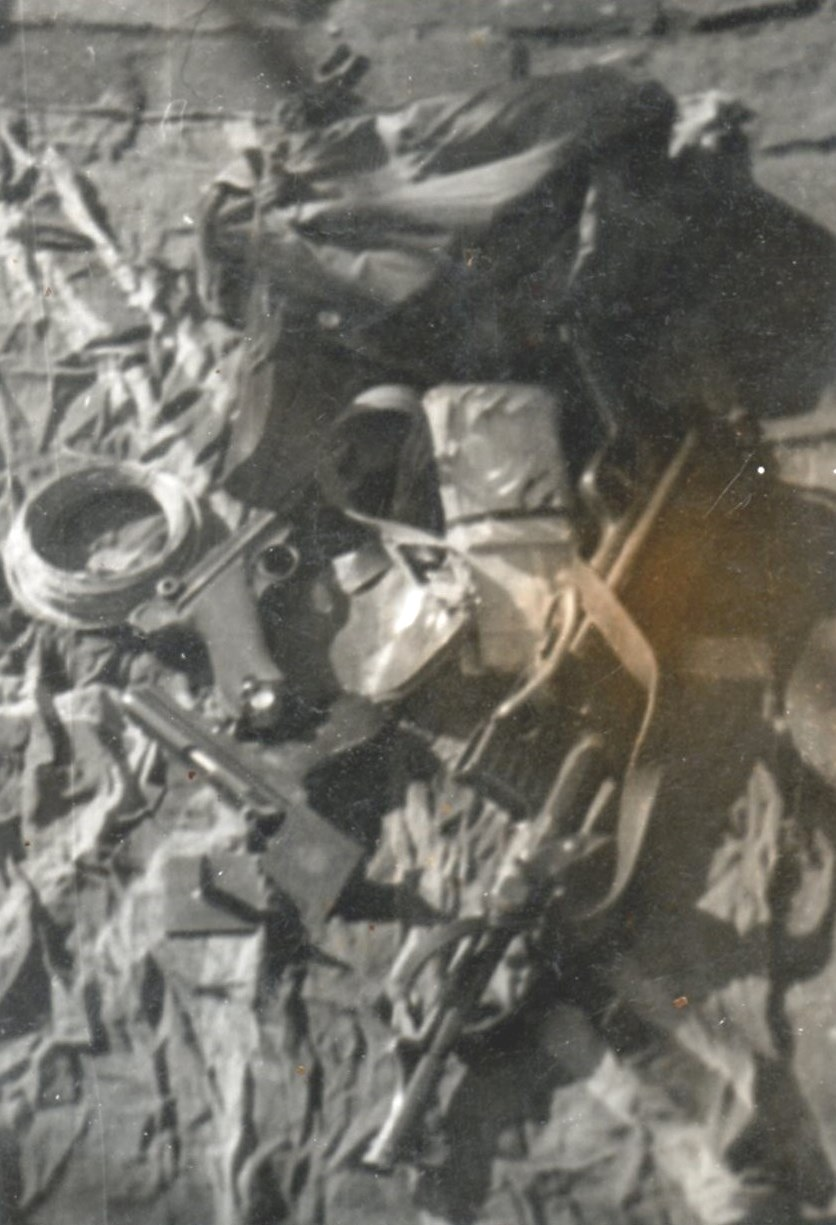
Malá část zbraní a munice nalezená Státní bezpečností v bytě Slezy v Komornické ulici v Praze 6. Zbraně měly být použity při únosu bývalého ministra spravedlnosti Prokopa Drtiny

3. července 1948 se Sleza sešel s Grosmanem u Národního muzea na Václavském náměstí. Odtud se vypravili taxíkem do Libně a poté pěšky na Bulovku na obhlídku situace. Pečlivě prověřili okolí chirurgického pavilonu, nakonec jako jedinou možnou uznali cestu kolem kožního pavilonu po schodech k postranním vratům, kde měl čekat vůz. Grosman měl domluvené zapůjčení vozu, Sleza zase připravil konspirační byt, ve kterém měl být Drtina dočasně schován v případě, že by se ho nepodařilo bezprostředně po únosu dopravit za hranice. Tošner měl zajistit, aby nedošlo ke střetu se stráží, Sleza a Grosman vlastní únos.
Navečer 5. července měly přípravy k akci finišovat. Soukup telefonicky pozval Grosmana na večer na schůzku do vinárny „U Kupců“ poblíž divadla ABC ve Štěpánské ulici. Grosman však netušil, že Soukup byl zatčen již před několika hodinami a Grosman tak dobrovolně vlezl do pasti. Zbraně nechal v autě a tak ve chvíli, když podával Soukupovi ruku na uvítanou, byl třemi muži, kteří jej doprovázeli, zatčen. Grosman byl policisty převezen na nechvalně proslulou „čtyřku“ v Bartolomějské ulici do sídla StB, kde byl ihned krutě zbit. Vzápětí následovalo zatýkání lidí, kteří s Grosmanem přišli do styku a především těch, kdo se zapojili do příprav únosu, v bytě u Slezy byly nalezeny zbraně, granáty a kouřová bomba. (o případu nadšeně informovaly i sdělovací prostředky – Rudé právo z 25. září 1948)

## Útěk a zatčení
Když Sleza zjistil, že policejní orgány jsou na stopě jeho ilegální činnosti, dostal strach, chodil hladový do nočních hodin po ulici po několik dní za sebou, vydal se jednou ke svému bydlišti. Uvnitř se svítilo a domyslel si, že je očekáván StB, protože jeho manželka měla s dcerou být ukryta u známých v ubytovacím zařízení pod hradem Karlštejn. V bytě na Slezu však čekali ozbrojení příslušníci StB. Při útěku málem přišel o život, kdy spíše štěstím ho netrefil některý z projektilů vystřelených jedním z příslušníků Státní bezpečnosti.

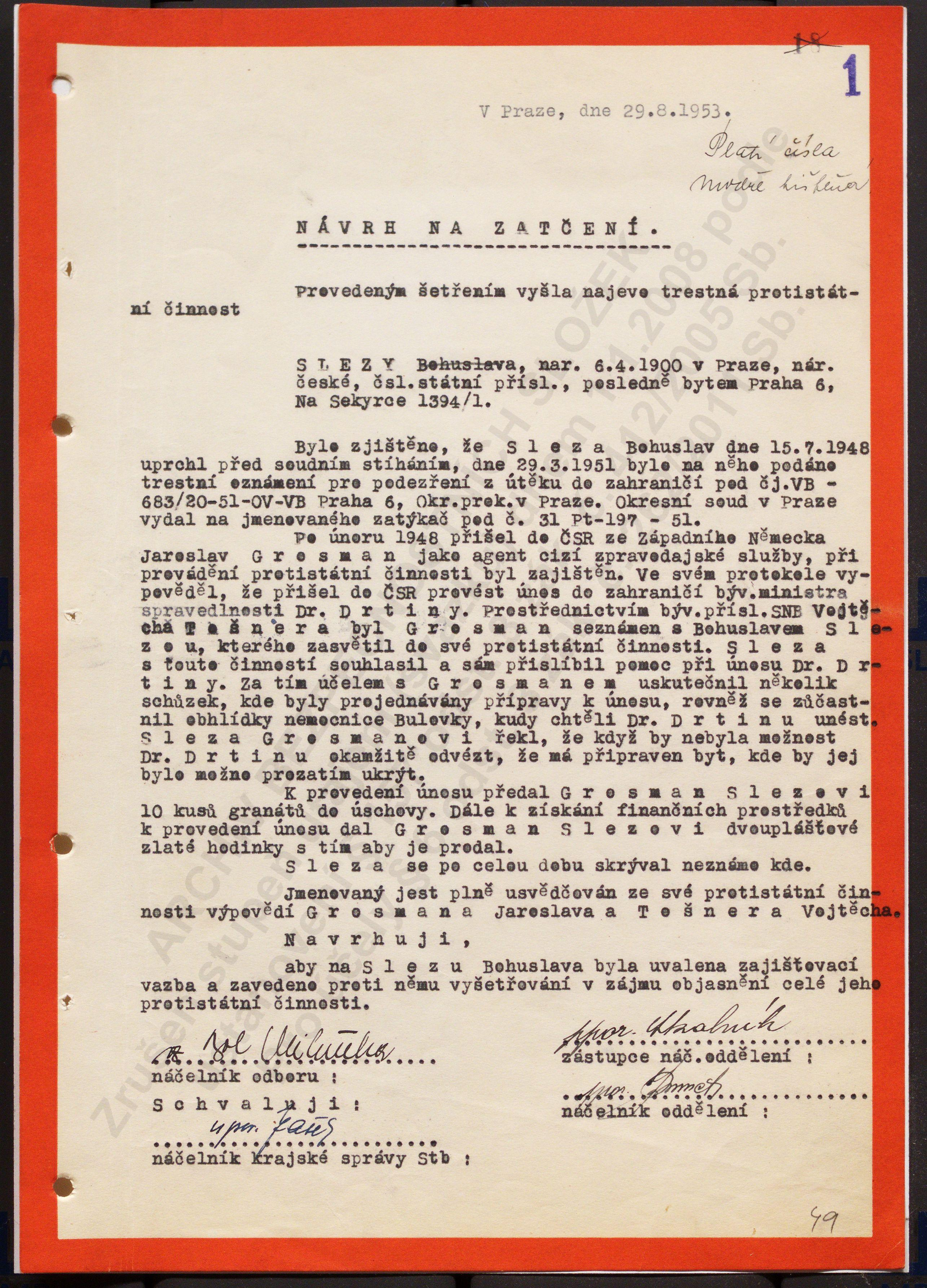
Návrh na zatčení Bohuslava Slezy, 1953

Chvíli se ukrýval u svého známého lékaře, Dr.Kerna a později v bytě Anny Vaculové – Kovářové. Na přelomu července a srpna navštívil Slezu Martin Tošner (bratr Vojtěcha) a sdělil Slezovi, že už i jeho bratr je zajištěn. Martin Tošner Slezu prosil, aby při případném zatčení vypověděl, že jeho bratr Vojtěch navštěvoval Bohuslava Slezu pouze obchodně. Nedlouho poté Kern Slezovi sdělil, že už ho nebude moci nadále skrývat, protože StB je stále blíže, a aby se připravil na cestu do Rakouska. Stejně jako doktor Kern, učinila i Anna Vaculková, protože byt potřebovala pro sebe. Kern předal Slezovi částku 5 000 Kčs a Martin Tošner 500 Kčs. Poté Sleza obdržel instrukce jak se zachovat na hranicích. Sleza odjel vlakem do Rakouska s jistými manželi Procházkovými, po nějakou dobu se zdržoval ve Vídni a Salcburku. I když v Rakousku čistě náhodou potkal svého známého – loutkáře Kopeckého s jeho tehdejší manželkou Lídou Baarovou – práci (i podřadnou) sháněl velmi obtížně. Rozhodl se tedy k riskantnímu, téměř sebevražednému kroku – návratu do vlasti.
Začátkem září 1948 se tedy Sleza ilegálně vrátil do ČSR, kde se až do svého zatčení dne 27. srpna 1953 úspěšně skrýval v bytě své manželky Jiřiny Slezové.

## Odsouzení
Záznam ze soudního spisu Bohuslava Slezy (kniha Sklizeň vlčích máků)
"Obviněný Bohuslav Sleza (krycí jména Sklenář, Seidl) je druhým organisátorem pokusu o únos Prokopa Drtiny. Velmi iniciativní a rozhodný s naprosto nekladným postojem k lidově demokratickému zřízení a fanatický odpůrce KSČ. Ve svém okolí je znám i s manželkou svým občanským postojem a není oblíben. Sleza byl ochoten únos provést za každou cenu, i za ohrožení, nebo zabití těch, kteří by se postavili na odpor.
Soud u tohoto obžalovaného uložil první stupeň hranice zakonné sazby, přičemž bylo přihlédnuto k tomu, že obviněný Sleza po spáchání trestného činu nejevil žádné další známky reakčního chování a nikdy přímo nevstoupil do služeb západní zpravodajské služby CIC, měl značné zásluhy v boji proti germánské tyranii, ke své účasti na pokusu o únos bývalého ministra spravedlnosti Prokopa Drtiny se při výslechu doznal.
Krajský soud v Praze proto uznal dne 16. 3. 1954 takto právem:
Obviněný Bohuslav Sleza, nar. 6. 4. 1900 v Praze, býv. mechanik, posledně bytem v Praze 6, Komornická 1394/1, t. č. ve vyšetřovací vazbě krajského prokurátora v Praze
je v i n n e n,
že v červnu a červenci 1948 v Praze se spolčil s agentem Jaroslavem Grosmanem a s dalšími pachateli za účelem únosu dr. Drtiny do imperialistické ciziny a že tento únos připravoval, aby se dr. Drtina mohl v cizině připojit do zločinných akcí zrádné buržoazie, tedy spolčil se s jinými k úkladům o republiku, totiž o násilnou změnu ústavy republiky, zejména tedy pokud jde o její samostatnost, jednotnost nebo lidově demokratickou formu státu, čímž spáchal
zločin pokusu úkladu o republiku podle § 2 zák. č. 50/23 Sb.
a odsuzuje se za to
podle § 2 první trestní sazby k trestu odnětí svobody v trvání 1 / jednoho roku, k němuž je mu započítána i samovazba v trvání 7 / sedmi měsíců. Obviněný si souhrnný trest odnětí svobody v trvání 19 měsíců odpyká v pracovním útvaru uhelného dolu Fierlinger ve Vinařicích u Kladna, podřízenému věznici Praha-Pankrác.
Podle § 29 zák. č. 50/23 Sb. se obviněnému dále ukládá trest peněžitý ve výši 5000 Kčs, který se pro případ nedobytnosti přeměňuje na trest odnětí svobody v trvání 3 / tří měsíců, úhrady nákladů řízení a nákladů za pobyt v samovazbě v

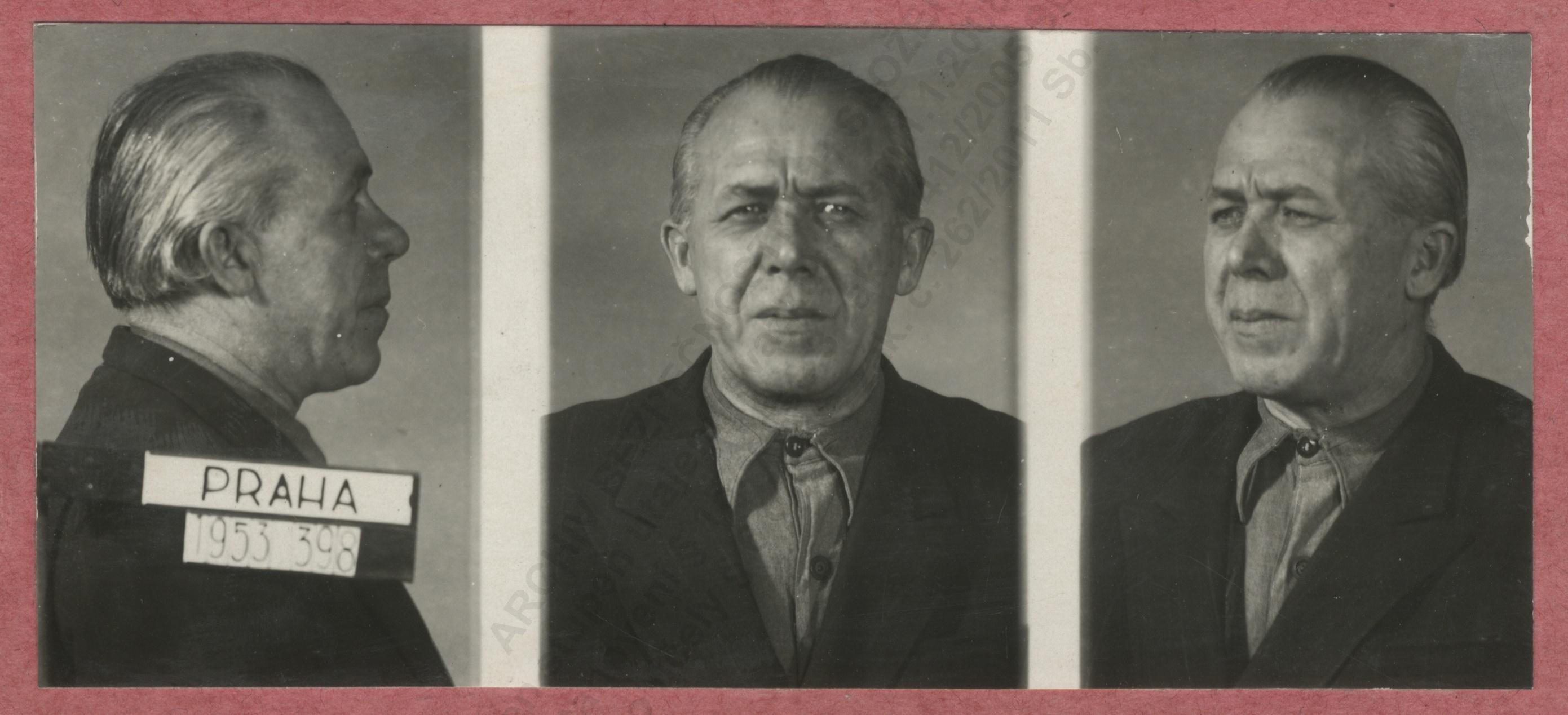
Bohuslav Sleza po svém zatčení orgány StB. Výslechy doprovázelo bití a psychické ponižování. Trest si odpykal v uhelném dole ve Vinařicích

celkové úhrnné výši 2883 Kčs, a vyslovuje se na základě konečného usnesení krajského prokurátora také k propadnutí ¼ / jedné čtvrtiny majetku státu, přičemž zajištění se týká přírůstků a výtěžků, plynoucích ze zajištěného majetku, jakožto i z majetku, kterého obviněný nabude po propuštění na svobodu.
Podle § 32 citovaného zákona se vyslovuje u obviněného ztráta čestných práv občanských na 5 / pět roků od konce výkonu trestu odnětí svobody.
Trest odnětí svobody je nepodmíněný!
Trest u obviněného Martina Tošnera, bratra Vojtěcha Tošnera byl vyměřen pod zákonnou sazbu, neboť soud shledal více polehčujících okolností, z nichž se dá důvodně souditi, že obviněný se polepšil. Obviněnému dále polehčovalo doznání, dále to, že před trestným činem i po jeho spáchání až do doby svého zatčení vedl řádný rodinný život pracujícího člověka, že usvědčil ostatní pachatele. Taktéž existuje reálný předpoklad, že z obviněného se stane spolehlivý článek našeho pracujícího lidu v našem lidově demokratickém zřízení.
Soud proto dospěl k názoru, že trest vyměřený v zákonné sazbě by byl příliš přísný i vzhledem k sociálnímu původu obviněného, podle čehož soud uznal, že nejde o žádného třídního nepřítele. Podle článku VII. amnestie presidenta republiky ze dne 4. 5. 1953 má býti trestní stíhání obviněného Martina Tošnera pro tento trestný čin zastaveno.
Krajský soud v Praze se proto usnesl dne 16. 3. 1954 takto:
Trestní stíhání obviněného Martina Tošnera, nar. 12. 11. 1894 ve Vídni, štukatéra, posledně bytem v Praze 16, Pod Kesnerkou 7, t. č. ve výkonu trestu odnětí svobody za jiný trestný čin, byl žalobou krajského prokurátora obviněn ze zločinu pokusu úkladu o republiku, jehož se měl obviněný Martin Tošner dopustiti tím, že od června 1948 a později v Praze spolčil se s obviněným Bohuslavem Slezou a se zrádným důstojníkem Procházkou, kteří byli již zapleteni do protistátní činnosti, se podle § 166 odst. 1 it.b/ trestní řízení
z a s t a v u j e.

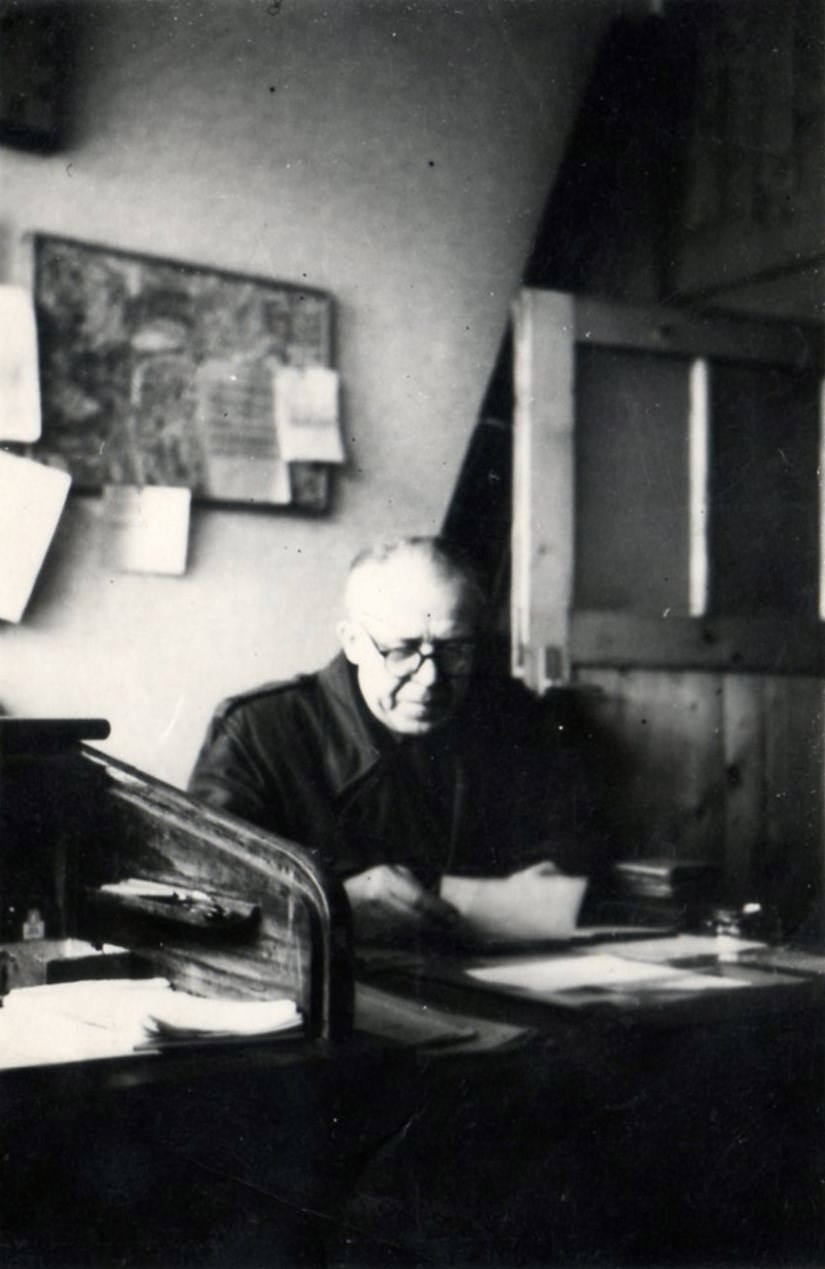
Bohuslav Sleza na sklonku života při sepisování pamětí, 1962

Dále krajský prokurátor v Praze dr. Kudrna zrušuje zajištění majetku Martina Tošnera, nařízené usnesením téhož krajského prokurátora v Praze ze dne 2. 2. 1954 s odůvodněním zastavení trestního stíhání obviněného.
Obviněný Bohuslav Sleza trest přijímá.
Obviněný Martin Tošner stížnost do usnesení nepodává.
Prokurátor nepodává stížnost a odvolání do usnesení."
PŘÍPAD JEST UKONČEN A SPIS JE MOŽNO ULOŽIT!
Bohuslav Sleza byl po propuštění z výkonu trestu fyzicky i mentálně poznamenaný. Nikdy už nesehnal řádnou práci, byl neustále pod drobnohledem Státní bezpečnosti, zdravotní komplikace (vzniklé především výslechy na úřadovnách StB) se zhoršovaly.
Život aktivního odbojáře Bohuslava Slezy definitivně vyhasl deset let po jeho zatčení, 13. října 1963.

## Ocenění

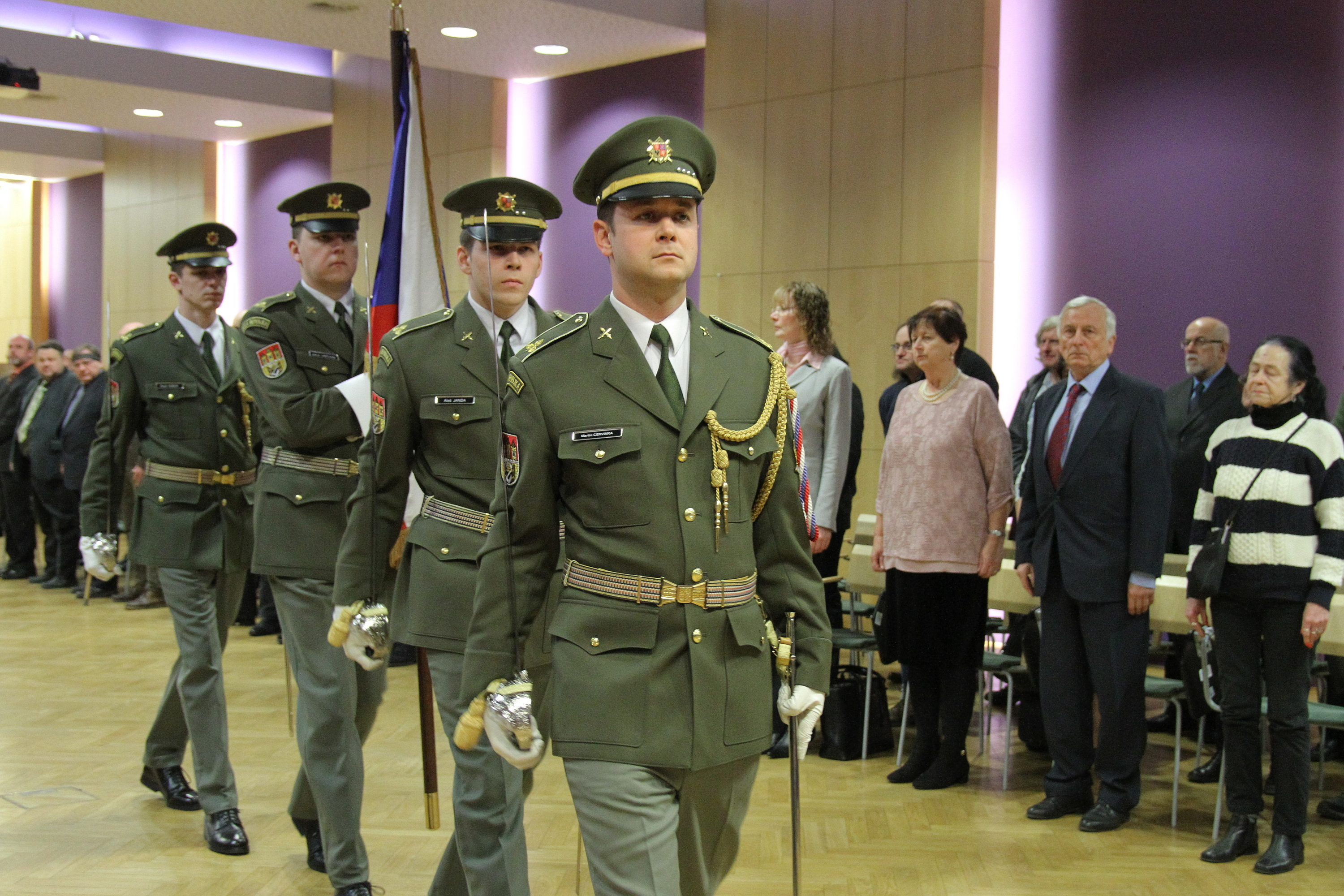
Začátek slavnostního vojenského aktu účastníkům 3.odboje v Praze - Dejvicích, 2018 (zcela vpravo dcera Bohuslava Slezy Miroslava Alice Kotková)

V pondělí 26. února 2018 proběhl v Konferenčním sále Vojenského klubu v Praze 6 (Dům armády Praha – bývalý „Bajkal“) akt slavnostního předání osvědčení a pamětních odznaků a dekretů o účasti ve 3. odboji. Celkem bylo oceněno 34 účastníků odboje a odporu proti komunismu. Sedm osob bylo oceněno in memoriam. Ocenění za svého otce Bohuslava Slezu (i.m.) převzala dcera Miroslava Alice Kotková.
Spolu s ministryní obrany se předání pamětních odznaků za aktivní odbojovou činnost zúčastnili náměstkyně pro řízení sekce právní MO Alena Netolická, zástupce náčelníka GŠ AČR – Inspektor AČR generálmajor Jaroslav Kocián, plk. gšt. Eduard Stehlík, kardinál Dominik Duka a další hosté.

## Vyznamenání
Dne 8. května 2025 byl in memoriam vyznamenán Křížem obrany státu ministryní obrany České republiky Janou Černochovou. Za mimořádné činy v boji proti nacistickým okupantům ministryně obrany vyznamenala in memoriam tři desítky osobností. Slavnostní setkání se uskutečnilo v Národním památníku na Vítkově u příležitosti 80. let od skončení 2. světové války a přihlížely mu představitelé státu, armády i diplomatického sboru. 
8. květen a další dny si podle slov ministryně obrany Jany Černochové nesmíme jen připomínat, ale učit se z nich a vnímat jejich pravý obsah. Jména několika desítek hrdinů, které dnes ministryně vyznamenala, nesmí být nikdy zapomenuta. „Mnozí z nich položili životy již během války. Ale ani ty, kteří přežili, nečekal po válce lehký osud a řada z nich se namísto uznání a obdivu dočkala pomsty komunistů, věznění, ztráty zaměstnání a šikany. Proto je naší povinností, abychom křivdy, které byly na jejich osudech napáchány, alespoň po letech symbolicky napravili.“
Vyznamenání převzala dcera Miroslava Alice Kotková.

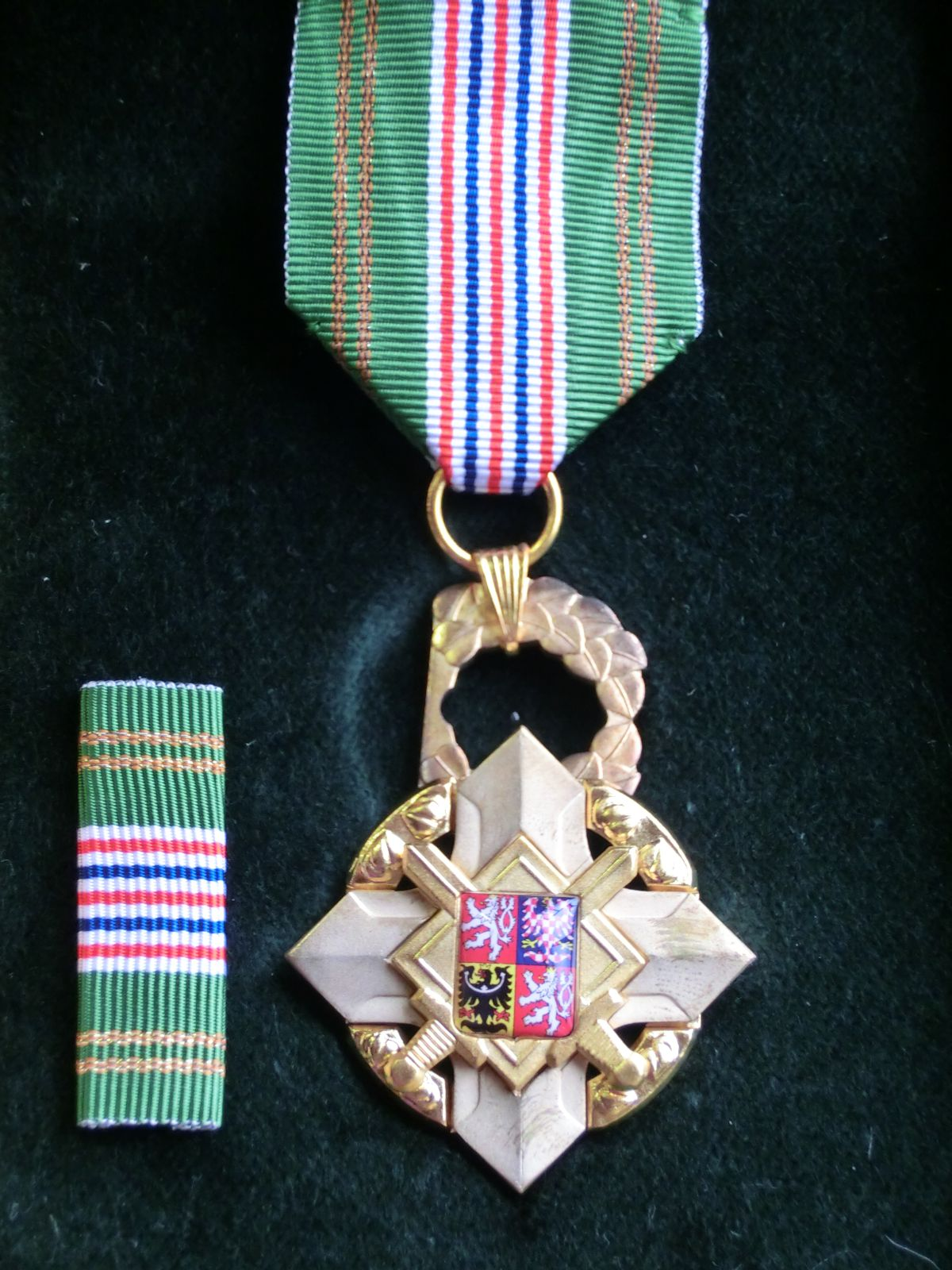
Kříž obrany státu je vysoké vojenské resortní vyznamenání udělované od roku 2008 ministrem obrany České republiky za hrdinství v boji, nasazení vlastního života a další zásluh.